# Puchar Ligi Tureckiej w piłce nożnej
Puchar Ligi Tureckiej w piłce nożnej (tur. Spor Toto Kupası) – cykliczne rozgrywki piłkarskie, przeprowadzane systemem pucharowym, organizowane corocznie (co sezon) w latach 1964–1971 oraz w 2012 przez Turecki Związek Piłki Nożnej (TFF) dla tureckich, męskich, profesjonalnych drużyn klubowych z Süper Lig.

## Historia
W sezonie 1964/65 startowały pierwsze oficjalne rozgrywki o Puchar Ligi Tureckiej. Pierwszy finał rozegrano w 1965 roku, w którym zwyciężył Türk Telekom GSK. Po sezonie 1970/71 turniej nie rozgrywano. Dopiero w 2012 roku rozgrywki zostały wznowione pod nazwą Spor Toto Kupası. 17 maja 2012 w finale Gaziantepspor wygrał 3:1 z Ordusporem. Ale potem rozgrywki już nie były organizowane.

## Format
Od inauguracyjnego sezonu 1964/65 format zmieniał się wiele razy. W sezonie 2012 obowiązywał format następujący: w turnieju występują zainteresowane kluby, które zajęli miejsca od 9 do 18 w ostatnim sezonie Süper Lig. Rozgrywany był od kwietnia do maja. Najpierw 8 drużyn podzielono na 2 grupy, w których rozgrywano mecze systemem kołowym u siebie i na wyjeździe. Zwycięzcy grup walczyli o trofeum w finale. O zwycięstwie decydował pojedynczy mecz. W wypadku kiedy w regulaminowym czasie gry padł remis zarządzana była dogrywka, a jeśli i ona nie przyniosła rozstrzygnięcia, to dyktowane były rzuty karne. Zwycięzca Pucharu Ligi nie otrzymywał prawa do gry w Lidze Europy UEFA.

## Zwycięzcy i finaliści
| Sezon                                           | K | K | T | Zwycięzca     | Wynik        | Finalista    | Data, miejsce                                  | Br. | Król strzelców  | Uwagi                                     |
| Puchar Ligi Tureckiej (tur. Futbol Ligi Kupası) |   |   |   |               |              |              |                                                |     |                 |                                           |
| 1964/65                                         |   |   | 1 | PTT SK        | ?            | Beşiktaş JK  | 1965                                           |     |                 | ? klubów                                  |
| 1965/66                                         |   |   | 1 | Beşiktaş JK   | ?            | Altay SK     | 1966                                           |     |                 | ? klubów                                  |
| 1966/67                                         |   |   | 1 | Fenerbahçe SK | syst. ligowy | Beşiktaş JK  | 26.01-11.06.1967, Mithatpaşa Stadyumu, Stambuł | 4   | Yaşar Mumcuoğlu | 17 klubów w 6gr.+ 2finały +4 kluby w 1gr. |
| 1967/68                                         |   |   |   |               |              |              |                                                |     |                 | nie rozgrywano                            |
| 1968/69                                         |   |   | 2 | Beşiktaş JK   | ?            | İstanbulspor | 1969                                           |     |                 | ? klubów                                  |
| 1969/70                                         |   |   | 3 | Beşiktaş JK   | ?            | Göztepe SK   | 1970                                           |     |                 | ? klubów                                  |
| 1970/71                                         |   |   | 1 | İstanbulspor  | syst. ligowy | Bursaspor    | 13-14.08.1971, Bursa Atatürk Stadyumu, Bursa   | 4   | Cemil Turan     | 15 klubów w 5gr.+ 2finały +3 kluby w 1gr. |
| 1972–2011                                       |   |   |   |               |              |              |                                                |     |                 | nie rozgrywano                            |
| Puchar Spor Toto (tur. Spor Toto Kupası)        |   |   |   |               |              |              |                                                |     |                 |                                           |
| 2012                                            |   |   | 1 | Gaziantepspor | 3:1          | Orduspor     | 17.05.2012, BJK İnönü Stadı, Stambuł           |     |                 | 8 klubów w 2gr.+ finały                   |

Uwagi:

- wytłuszczono i kursywą oznaczone zespoły, które w tym samym roku wywalczyły mistrzostwo i Puchar kraju (dublet),
- wytłuszczono zespoły, które zdobyły mistrzostwo kraju,
- kursywą oznaczone zespoły, które zdobyły Puchar kraju.

## Statystyka

### Klasyfikacja według klubów
W dotychczasowej historii finałów o Puchar Ligi Tureckiej na podium oficjalnie stawało w sumie 9 drużyn. Liderem klasyfikacji jest Beşiktaş JK, który zdobył trofeum 3 razy.
Stan na 21.04.2023 
| Lp. | Klub          | Zdobywca | Finalista   | Zwycięskie sezony | Przegrane finały |   |   |                           |                  |
| --- | ------------- | -------- | ----------- | ----------------- | ---------------- | - | - | ------------------------- | ---------------- |
| Lp. | Klub          | 1.       | Beşiktaş JK | Zwycięskie sezony | Przegrane finały | 3 | 2 | 1965/66, 1968/69, 1969/70 | 1964/65, 1966/67 |
| 2.  | İstanbulspor  | 1        | 1           | 1970/71           | 1968/69          |   |   |                           |                  |
| 3.  | PTT SK        | 1        | 0           | 1964/65           |                  |   |   |                           |                  |
| 3.  | Fenerbahçe SK | 1        | 0           | 1966/67           |                  |   |   |                           |                  |
| 3.  | Gaziantepspor | 1        | 0           | 2012              |                  |   |   |                           |                  |
| 6   | Altay SK      | 0        | 1           |                   | 1965/66          |   |   |                           |                  |
| 6   | Göztepe SK    | 0        | 1           |                   | 1969/70          |   |   |                           |                  |
| 6   | Bursaspor     | 0        | 1           |                   | 1970/71          |   |   |                           |                  |
| 6   | Orduspor      | 0        | 1           |                   | 2012             |   |   |                           |                  |

### Klasyfikacja według miast
Stan na 21.04.2023 
| Miasto    | Liczba tytułów | Kluby                                                |
| --------- | -------------- | ---------------------------------------------------- |
| Bukareszt | 5              | Beşiktaş JK (3), İstanbulspor (1), Fenerbahçe SK (1) |
| Ankara    | 1              | PTT SK (1)                                           |
| Gaziantep | 1              | Gaziantepspor (1)                                    |